# São Miguel do Aleixo
Pour les articles homonymes, voir São Miguel et Aleixo.
São Miguel do Aleixo est une municipalité brésilienne située dans l'État du Sergipe.